# Pomnik Mikołaja Kopernika w Toruniu

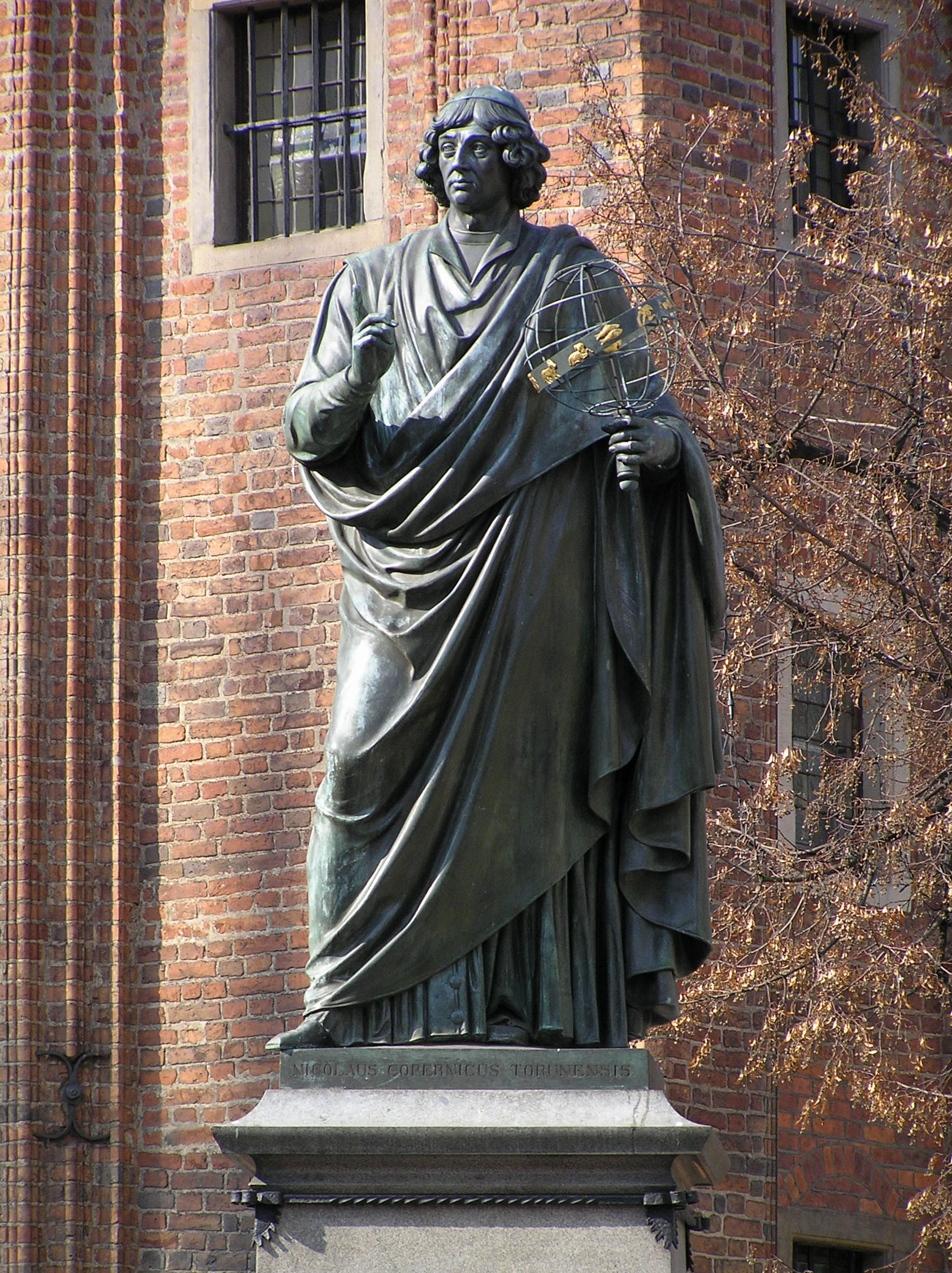
Posąg Kopernika na cokole

Pomnik Mikołaja Kopernika w Toruniu – pomnik Mikołaja Kopernika autorstwa Christiana Friedricha Tiecka odsłonięty w 1853 roku w Toruniu, znajdujący się na Rynku Staromiejskim, w pobliżu południowo-wschodniego narożnika Ratusza.

## Historia
Propozycja upamiętnienia pomnikiem Mikołaja Kopernika w mieście jego urodzenia po raz pierwszy wyszła w latach 30. XVIII wieku. W 1765 roku książę Józef Aleksander Jabłonowski złożył zamówienie na wykonanie marmurowego popiersia. Popiersie wykonane z jego fundacji przez krakowskiego rzeźbiarza Wojciecha Rojowskiego nie zyskało jednak uznania ówczesnej Rady Miasta Torunia i ostatecznie zostało ustawione w kościele św. Janów. Z kolejną inicjatywą, już w czasach Księstwa Warszawskiego, wyszedł Stanisław Staszic. W 1809 roku wmurowany został kamień węgielny pod budowę pomnika i rozpoczęto zbiórkę funduszy. Po powrocie Torunia do Prus w 1815 roku zakończono zbiórkę pieniędzy. Składki z ziem departamentu bydgoskiego zdeponowano w Berlinie. Fundusze zebrane w innych departamentach Księstwa Warszawskiego złożono na pomnik Kopernika w Warszawie.
W 1839 roku zawiązane zostało niemieckie towarzystwo budowy pomnika toruńskiego astronoma (niem. Copernicus Denkmalverein). Początkowo planowano, że odsłonięcie pomnika nastąpi w 1843 roku, w 300-setną rocznicę śmierci Kopernika.
Początkowo pomnik miał stworzyć Johann Gottfried Schadow, jednak w 1840 roku odrzucił propozycję towarzystwa Coppernicus-Verein. 13 grudnia 1842 roku towarzystwo poprosiło Schadowa o zarekomendowanie jednego z berlińskich rzeźbiarzy mogących wykonać projekt i sporządzić wstępny kosztorys. W tym samym piśmie stowarzyszenie zarekomendowało trzy warianty wykonania pomnika (w brązie, marmurze bądź jako pozłacany odlew) oraz zaproponowało postawienie pomnika na Rynku Staromiejskim, rekomendując początkowo postawienie pomnika po zachodniej stronie placu, w pobliżu kościoła ewangelickiego (dzisiejszego kościoła św. Ducha). 25 marca 1843 roku Schadow zarekomendował rzeźbiarza Christiana Friedricha Tiecka. Schadow i Tieck oszacowali koszt postawienia pomnika na 6–7 tysięcy talarów i poleciła wykorzystanie brązu. Pod koniec 1843 roku Fryderyk Wilhelm IV Pruski udzielił zgody na budowę pomnika i przyznał dodatkowe 2 tysiące talarów. Jednocześnie król skrytykował projekt Tiecka, przedstawiający Mikołaja Kopernika w stroju mieszczańskim.
W wyniku niewywiązywania się z obowiązków, towarzystwo zwróciła się do nadprezydenta prowincji o uzyskanie ewentualnej zgody na powierzenie projektu komuś innemu. W listopadzie 1846 roku Tieck poinformował towarzystwo o ukończeniu projektu statuy i cokołu. 15 listopada 1846 roku Fryderyk Wilhelm IV udzielił aprobaty nowemu projektowi, autorstwa Tiecka i Johanna Heinricha Stracka. W lipcu 1847 roku rozpoczęły się prace nad modelem pomnika w rzeczywistej wielkości. W tym samym czasie Tieck poinformował towarzystwo o nowej kwocie wykonania pomnika, która bez ceny cokołu miała wynieść 7570 talarów. 3 lipca 1847 roku towarzystwo i rzeźbiarz podpisali umowę, na mocy której Tieck miał w ciągu trzynastu miesięcy wykonać model, opiewający na 1400 talarów.
W 1848 roku model pomnika został uszkodzony bądź całkowicie zniszczony. Tieck oddał gotowy model dnia 2 sierpnia 1849 roku. Odlew zlecono giserowi Heinrichowi Fischerowi z Berlina. W 1850 roku model przetransportowano do giserni Fischera w Berlinie, gdzie został odlany. Cokół pomnika, według projektu Jana Stracka z Berlina, wykonano na Dolnym Śląsku. W maju 1851 roku zmarł Christian Friedrich Tieck, nie doczekawszy ustawienia pomnika. Monument udało się ostatecznie wykonać i przetransportować z Berlina do Torunia 12 lutego 1852 roku. 14 lutego posąg znalazł się w Bydgoszczy, stamtąd ruszył transportem konnym do Torunia. Monument trafił do Torunia następnego dnia, został wstawiony do kościoła św. Ducha, gdzie znajdował się aż do przywiezienia cokołu do Torunia. Uroczyste odsłonięcie odbyło się 25 października 1853 roku.
W 2003 roku dokonano renowacji pomnika. Przywrócono studzienkę z brązową paszczą delfina oraz będący pod nią rezerwuar. Renowację przeprowadzono z okazji 150. rocznicy odsłonięcia pomnika.

## Charakterystyka
Monument przedstawia Mikołaja Kopernika ubranego w togę profesorską, który w swojej lewej ręce trzyma sferę armilarną, a palcem prawej ręki wskazuje niebo, co ma wskazywać na powiązania Kopernika z astronomią i badaniami nieba. Pomnik znajduje się na cokole, wokół którego znajdują się połączone z nim kamienne ławki, natomiast przed nim znajduje się kamienna studzienka.
Na cokole z przedniej strony znajduje się napis w języku łacińskim, który po przetłumaczeniu na język polski brzmi: Mikołaj Kopernik Toruńczyk, Ruszył Ziemię, wstrzymał Słońce i Niebo. Autorem tego tekstu jest toruński profesor Rudolf Brohm.